# Aleta Wendo
Aleta Wendo – miasto w Etiopii, w regionie Narodów, Narodowości i Ludów Południa. Według danych szacunkowych na rok 2015 liczy 42 200 mieszkańców.